# Informática física
A Informática física (ou computação física) é um termo extensivo da área científica disciplinar da Informática que consiste na construção de sistemas físicos interativos utilizando software e hardware que podem captar informação (sensores) e responder ao mundo que os rodeia (atuadores). Embora esta definição seja suficientemente ampla e possa abranger automóveis inteligentes com sistemas de controlo de tráfego ou processos de automatização de fábricas, geralmente não é utilizada para descrever este tipo de artefactos. Em sentido lato, a Informática física é uma estrutura criativa para compreender a relação dos seres humanos com o mundo digital. Na prática, o termo descreve geralmente dispositivos criativos dentro do mundo digital, projetos feitos à mão, designs artesanais, ou hobbys faça-você-mesmo (do it yourself, DIY), que utilizam sensores e microcontroladores para traduzir entradas analógicas para um sistema de software e/ou controlar dispositivos eletromecânicos, como motores, servomecanismos (servomechanism), iluminação ou outro hardware.
A Informática física intersecciona o conjunto de atividades frequentemente referidas no meio académico e na indústria como a Engenharia Informática, a Informática, e a Ciência da Computação, com alguns conceitos de engenharia elétrica (engenharia eletrónica), a mecatrónica, a eletrónica, a robótica e, especialmente, o desenvolvimento dos Sistemas Embebidos.

## Exemplos
A Informática física é utilizada numa grande variedade de domínios e aplicações.

### Educação informática
A vantagem da fisicalidade na educação e na ludicidade tem-se refletido em diversos ambientes informais de aprendizagem. O Exploratorium, pioneiro na aprendizagem baseada na investigação (inquiry-based learning), desenvolveu algumas das primeiras exposições interativas envolvendo computadores e continua a incluir cada vez mais exemplos de Informática física e interfaces de utilizador tangíveis à medida que as tecnologias associadas progridem.

### Informática artística
No mundo da arte, os projetos que implementam Informática física incluem os trabalhos de Scott Snibbe, Daniel Rozin, Rafael Lozano-Hemmer, Jonah Brucker-Cohen e Camille Utterback.

### Design informático industrial
As práticas de Informática física também existem na esfera do design industrial e da interação, onde os sistemas embebidos construídos manualmente são, por vezes, utilizados para prototipar rapidamente novos conceitos de produtos digitais de forma económica. Empresas como a IDEO e a Teague são conhecidas por abordar o design industrial desta forma.

### Aplicações informáticas comerciais
As implementações comerciais variam desde dispositivos de consumo, como o Sony Eyetoy (e o sucessor PlayStation Eye), ou jogos como Dance Dance Revolution, até utilizações mais esotéricas e pragmáticas, incluindo a Visão Computacional utilizada na automatização da inspeção de qualidade numa linha de montagem de fábrica. Os videojogos ativos (fitness games), como o Wii Fit da Nintendo, podem ser considerados uma forma de Informática física. Outras implementações de Informática física incluem o reconhecimento de voz, que deteta e interpreta ondas sonoras através de microfones ou outros dispositivos de deteção de ondas sonoras, e a Visão Computacional, que aplica algoritmos a um fluxo rico de dados de vídeo normalmente detetados por algum tipo de câmara. As interfaces hápticas são também um exemplo de Informática física, embora, neste caso, o computador esteja a gerar o estímulo físico em vez de o detetar. Tanto a captura de movimento como o reconhecimento de gestos (gesture recognition) são campos que dependem da visão por computador para realizar a sua magia.

### Aplicações informáticas científicas
A Informática física também pode descrever a fabricação e utilização de sensores ou coletores personalizados para experiências científicas, embora o termo seja raramente utilizado para os descrever como tal. Um exemplo de modelação computacional física é o Projeto Illustris, que tenta simular com precisão a evolução do universo desde o Big Bang até aos dias de hoje, 13,8 mil milhões de anos depois.

## Métodos informáticos
A prototipagem desempenha um papel importante na Informática física. Ferramentas como o Wiring, o Arduino e o Fritzing, bem como o I-CubeX, ajudam os desenvolvedores a prototipar rapidamente os seus conceitos interativos.